# Falacrinae
Falacrinae (auch Vicus Phalacrinae) war eine antike Siedlung in Italien im Gebiet der Sabiner. Sie lag vermutlich beim Ortsteil Collicelle der heutigen italienischen Gemeinde Cittareale, wo seit 2005 unter der Leitung von Giovanna Alvino von der Denkmalbehörde von Latium Ausgrabungen durchgeführt werden.

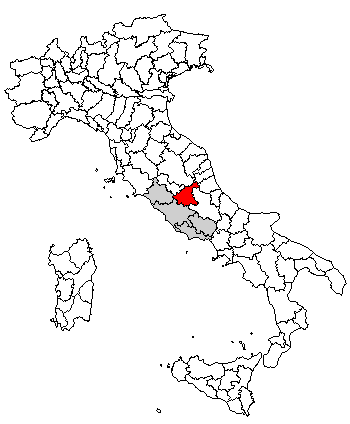
Die Lokalisation der Provinz von Rieti

Falacrinae lag an der Via Salaria, einer der wichtigsten Nord-Süd-Verbindungen im antiken Italien. In Falacrinae wurde im Jahr 9 n. Chr. der spätere Kaiser Vespasian geboren.
Über die genaue Lage von Falacrinae gab es in Italien viele Diskussionen. Der Humanist und Bischof von Rieti, Mariano Vittori (1518–1572), revidierte in seinem Buch De antiquitatibus Italiae et urbis Reatis die bis dahin verbreitete Meinung, Falacrinae sei zwischen Greccio und Contigliano, an der Stelle der Burgruine Rocca di Alatri gelegen. Er verortete die Lage von Falacrinae nahe der Kirche San Silvestro in Cittareale. Dennoch behaupteten auch die Einwohner von Amatrice, ebenfalls in der Provinz Rieti an der Via Salaria gelegen, Falacrinae sei auf ihrem Gemeindegebiet im Ortsteil Torrita zu finden. Auch andere Orte an der Via Salaria, wie Antrodoco, und in den Sabiner Bergen, wie Paganico Sabino, erhoben Anspruch, Nachfolger von Falacrinae zu sein.